# Moderna Museet
Moderna Museet (pol. Muzeum Sztuki Nowoczesnej i Współczesnej) – państwowa galeria sztuki znajdująca się w Sztokholmie przy Exercisplan. Posiada znaczącą kolekcję dzieł sztuki nowoczesnej i współczesnej, zarówno szwedzkiej, jak i międzynarodowej powstałych od roku 1900 do dziś (zbiory fotografii od 1840 do dziś). Zadaniem Moderna Museet jest gromadzenie, przechowywanie, ekspozycja i przekaz sztuki XIX i XX w. we wszystkich jej formach.

## Historia

### Lata 50.
Początki muzeum związane są z osoba Otte Skölda, który w 1950 został starszym intendentem Nationalmuseum. Postawił on sobie za cel stworzenie muzeum sztuki nowoczesnej i współczesnej. Razem z powstałym w 1953 stowarzyszeniem Moderna Museets Vänner (Przyjaciół Moderna Museet) sprawił on, iż zalążkiem zbiorów przyszłego muzeum stały się dotychczasowe zbiory sztuki XX w. w Nationalmuseum. Na siedzibę nowej placówki wybrano budynek exercishuset (były pawilon musztry marynarki wojennej), który poddano przebudowie. W 1956, jeszcze w trakcie przebudowy, otwarto w gmachu wystawę prac Pabla Picassa pokazując jego obraz Guernica i związane z nim 93 szkice. Wystawę zorganizowali Pontus Hultén i dyrektor działu sztuki współczesnej Nationalmuseum, Bo Wennberg.
9 maja 1958 na wyspie Skeppsholmen otwarto Moderna Museet. Jego pierwszym dyrektorem został Bo Wennberg. W kilka miesięcy później zmarł inicjator założenia muzeum, Otte Sköld. Pontus Hultén wraz z przyjaciółmi zainicjował jeszcze w latach 50. studio filmu eksperymentalnego, które obecnie stanowi część działalności muzeum. Moderna Museet stało się z biegiem lat centrum sztuki nowoczesnej i współczesnej w Sztokholmie, a także międzynarodowym forum nowych kierunków w sztuce. Na pierwszej indywidualnej wystawie po Guernice zaprezentowano prace Le Corbusiera.

### Lata 60.

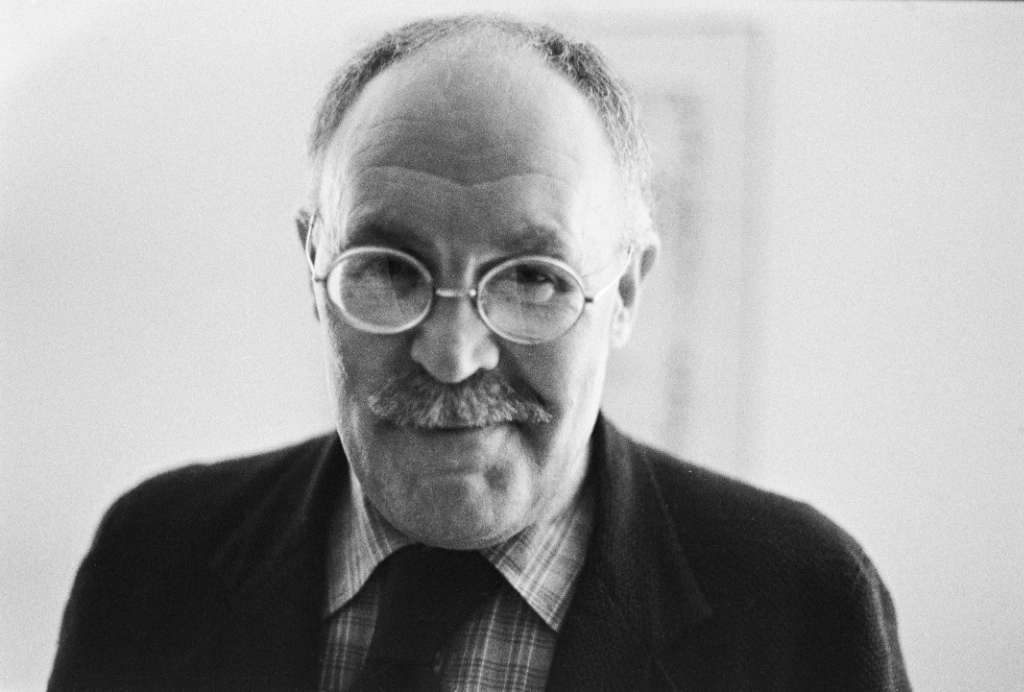
Pontus Hultén, szef Moderna Museet w latach 1960–1974

W 1960 następcą szefa muzeum po Bo Wennebergu został Pontus Hultén. W historii placówki rozpoczęła się era wystaw artystów reprezentujących zarówno sztukę nowoczesną jak i współczesną: van Gogha, Légera, Klee, Arpa, Magritte'a, Pollocka, Kandinsky’ego, Svena Erixsona, Carla Kylberga, Brora Hjortha i Sigrid Hjertén. Przedmiotem ożywionych dyskusji stały się wystawy tematyczne, jak: "Rörelse i konsten" (1961), "4 amerikanare" (1962), "Amerikansk pop-konst – 106 former av kärlek och förtvivlan" (1964), "Den inre och den yttre rymden" (1965), "Hon" (Niki de Saint Phalle, Jean Tinguely, Per Olov Ultvedt, 1966), jak również pokazy filmowe: "New American Cinema" i happeningi, jak: "5 New York-kvällar" (1964, z udziałem takich artystów jak: Robert Rauschenberg, John Cage, David Tudor, Yvonne Rainer, Öyvind Fahlström i Merce Cunningham). Wszystkie one przyczyniły się do wzrostu prestiżu muzeum. Jego zbiory powiększały się m.in. dzięki jednorazowej dotacji państwowej w wysokości 5 milionów koron. W muzealnej kolekcji znalazły się prace takich przedstawicieli sztuki XX w. jak: Ernst Ludwig Kirchner, Max Ernst, Giorgio de Chirico, Salvador Dalí, Piet Mondrian, Pablo Picasso, Georges Braque, Fernand Léger, Marc Chagall, Joan Miró, Alberto Giacometti, Juan Gris, Jean Dubuffet i Yves Klein.

### Lata 70.
W 1971 zainaugurowało działalność Fotografiska Museet, zorganizowane jako odrębny dział w ramach Moderna Museet. Jego kolekcja została zbudowana na bazie zakupionych zbiorów Helmut Gernsheim's Duplicate Collection i zbiorów Helmera Bäckströma oraz donacji ze strony towarzystwa Fotografiska Museets Vänner (Przyjaciół Fotografiska Museet). W 1998 zbiory te stały się integralną częścią kolekcji Moderna Museet, a Fotografiska Museet jako takie przestało istnieć. Po wystawach w I poł. lat 70., poświęconych takim artystom jak Joseph Beuys (1971) i Salvador Dalí (1974) muzeum 20 października 1974 zamknięto z powodu zaplanowanej modernizacji. Otwarto je ponownie 7 listopada 1975. Rok wcześniej jego szef, Pontus Hultén, wyjechał do Paryża, gdzie objął stanowisko dyrektora Musée National d’Art Moderne w Centre Georges Pompidou. Nowym szefem Moderna Museet został mianowany szwedzki malarz Philip von Schantz.
W 1976 otwarto wystawę "ARARAT" (Alternative Research in Architecture, Resources, Art and Technology), nawiązującą do eksperymentów ze sztuką i technologią z lat 60. Wśród artystów, których prace wystawiano w latach 70. znalazły się takie nazwiska jak: Sidney Nolan, Carl Kylberg, Adolf Wölfli, Alberto Giacometti, Claes Oldenburg, Olle Kåks, Carl Fredrik Reuterswärd, Rolf Börjlind, Renato Guttuso i Lim-Johan. W 1980 szefem muzeum został mianowany Olle Granath.

### Lata 80.
Dekada lat 80. upłynęła pod znakiem prezentacji prac artystów niemieckich, oraz dokonań takich twórców jak: Mario Merz, Marcel Broodthaers i Daniel Buren. Miały też miejsce duże, znaczące wystawy klasyków: "Marc Chagall" (1982), "Ryskt Avantgarde ur Georg Costakis samling" (1983), "Henri Matisse" (1984), "Francis Picabia" (1984) i "Pablo Picasso" (1988). Pod koniec 1989 nowym szefem muzeum został Björn Springfeldt.

### Lata 90./XXI w.
Na przełomie 1990/1991 został ogłoszony konkurs architektoniczny na budowę nowej siedziby Moderna Museet. Do udziału w konkursie zaproszono renomowanych architektów światowych. W dniu 10 kwietnia 1991 ogłoszono, iż konkurs wygrał hiszpański architekt Rafael Moneo i jego projekt "Telemachos". Prezentowane w latach 90. wystawy obejmowały zarówno pokazy prac poszczególnych artystów (Per Kirkeby, Lee Jaffe, Kiki Smith, Robert Mapplethorpe, Bill Viola, Arne Jones i in.) jak i pokazy eksponatów ze zbiorów własnych muzeum. Wczesną wiosną 1994 muzeum zakończyło działalność w starym budynku musztry, a podczas budowy nowej siedziby kontynuowało ją w murach dawnej zajezdni tramwajowej przy Birger Jarlsgatan w centrum Sztokholmu. W listopadzie 1996 nowym szefem muzeum został David Elliott, który wcześniej był dyrektorem Museum of Modern Art w Oksfordzie. Działalność Muzeum w byłej zajezdni tramwajowej zakończyła się w maju 1997. 12 lutego 1998 król Szwecji Karol XVI Gustaw i królowa Sylwia dokonali uroczystego otwarcia nowego budynku. Po 30 latach zajmowania dawnego pawilonu musztry marynarki wojennej muzeum przeniosło swoje zbiory do nowej siedziby. Dzięki nowemu budynkowi muzeum zyskało niezbędną przestrzeń i scenerię do ekspozycji swych zbiorów sztuki, a także do prezentacji fotogramów i filmów. W podziemnej części gmachu znalazły się fototeka, kino i sala wykładowa. Zbiory fototeki należą do największych w Europie północnej. Księgarnia oferuje książki na temat sztuki, fotografii, filmu i architektury. Pierwsza wystawa zorganizowana w nowym miejscu nosiła tytuł "Sår: Mellan demokrati och förlösning i samtida konst". Po niej były m.in. wystawy tematyczne: "Efter muren: Konst och kultur i det postkommunistiska Europa" (1999), "Utopi och verklighet – svensk modernism 1900–1960" (2000), "Tänk om – konst på gränsen till arkitektur och design" (2000), jak i wystawy poświęcone poszczególnym artystom: Davidowi Baileyowi (2000), Verze Nilsson (2001), Rosemarie Trockel (2001) czy Fernando Botero (2001).
W obszernej sali na poziomie głównego wejścia urządzane są wystawy czasowe. W trzech innych salach na tym samym poziomie urządzane są rotacyjne wystawy eksponatów ze zbiorów własnych muzeum, pochodzące z lat 1900–1945, 1946–1970, i od 1971. W latach 2002–2003 budynek muzeum został poddany renowacji.
26 grudnia 2009 muzeum otworzyło dla publiczności nowy pawilon wystawowy przy Gasverksgatan 22 w budynku dawnej elektrowni z początków XX w., przebudowanym według projektu zespołu architektów Bolle Thama i Martina Videgårda ze Sztokholmu. Budynek zyskał pomarańczową ażurową fasadę.

## Zbiory
Moderna Museet posiada jedną z najbardziej renomowanych kolekcji sztuki w Europie i na świecie, obejmującą okres od ok. 1900 do chwili obecnej. W zbiorach znajdują się najważniejsze dzieła Pabla Picassa, Salvadora Dalí, Henri Matisse'a, Meret Oppenheim i Roberta Rauschenberga, jak i kupowane na bieżąco dzieła artystów współczesnych. W skład kolekcji wchodzi zbiór fotografii i opartej na niej sztuki z okresu od 1840 do dzisiaj. Na muzealne zbiory składa się ok. 5 000 obrazów, rzeźb i instalacji, ok. 25 000 akwarel, rysunków i grafik, ok. 100 000 fotografii, dzieła sztuki wideo i filmowej oraz mieszkanie aktora Einara Hylandera (tzw. Einar Hylanders miljöbygge) przy Narvavägen 29, przekazane przez niego testamentem na rzecz Moderna Museet.

### Park rzeźby przy Moderna Museet

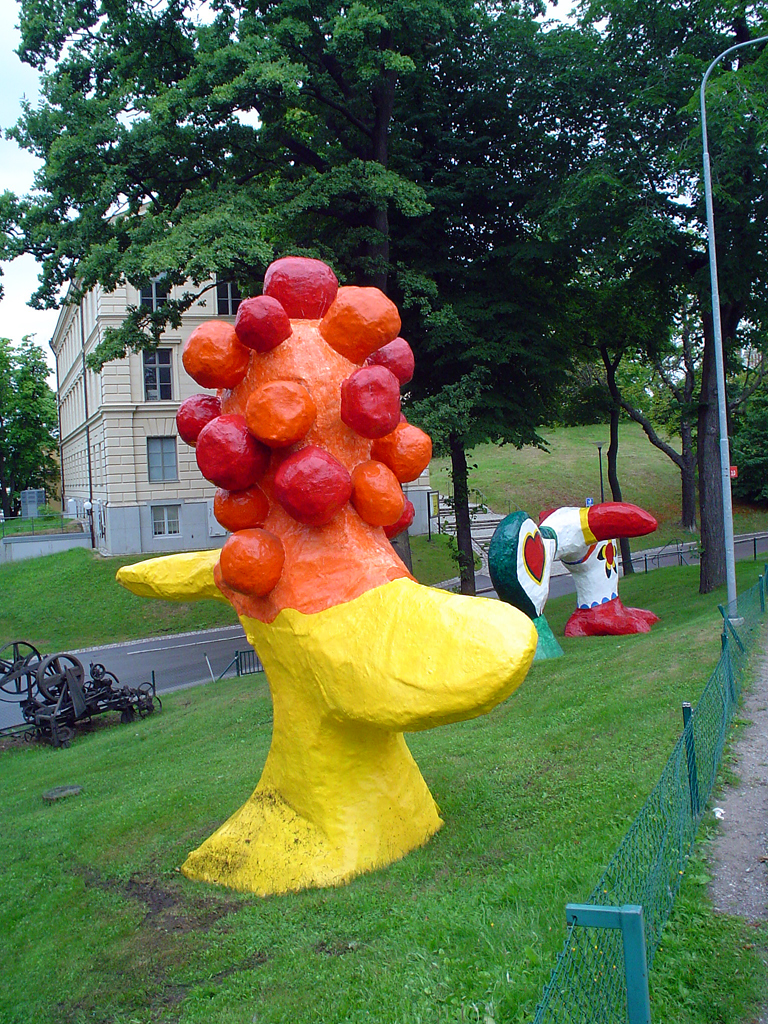
Niki de Saint Phalle, The Fantastic Paradise, 1966
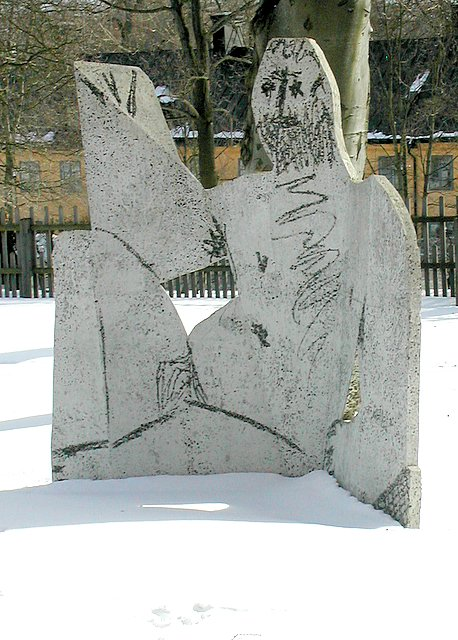
Pablo Picasso, Outside2
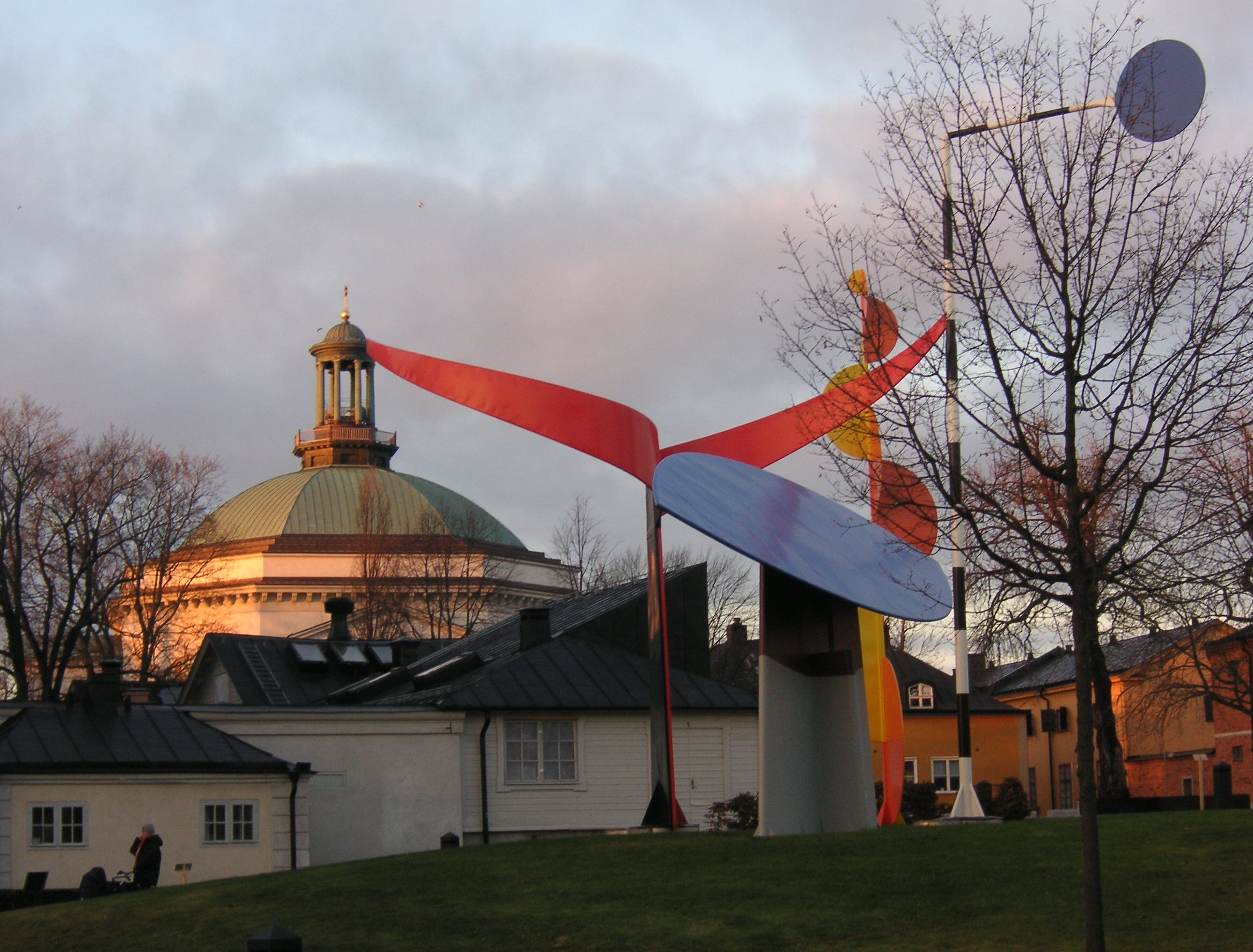
Alexander Calder, The Four elements
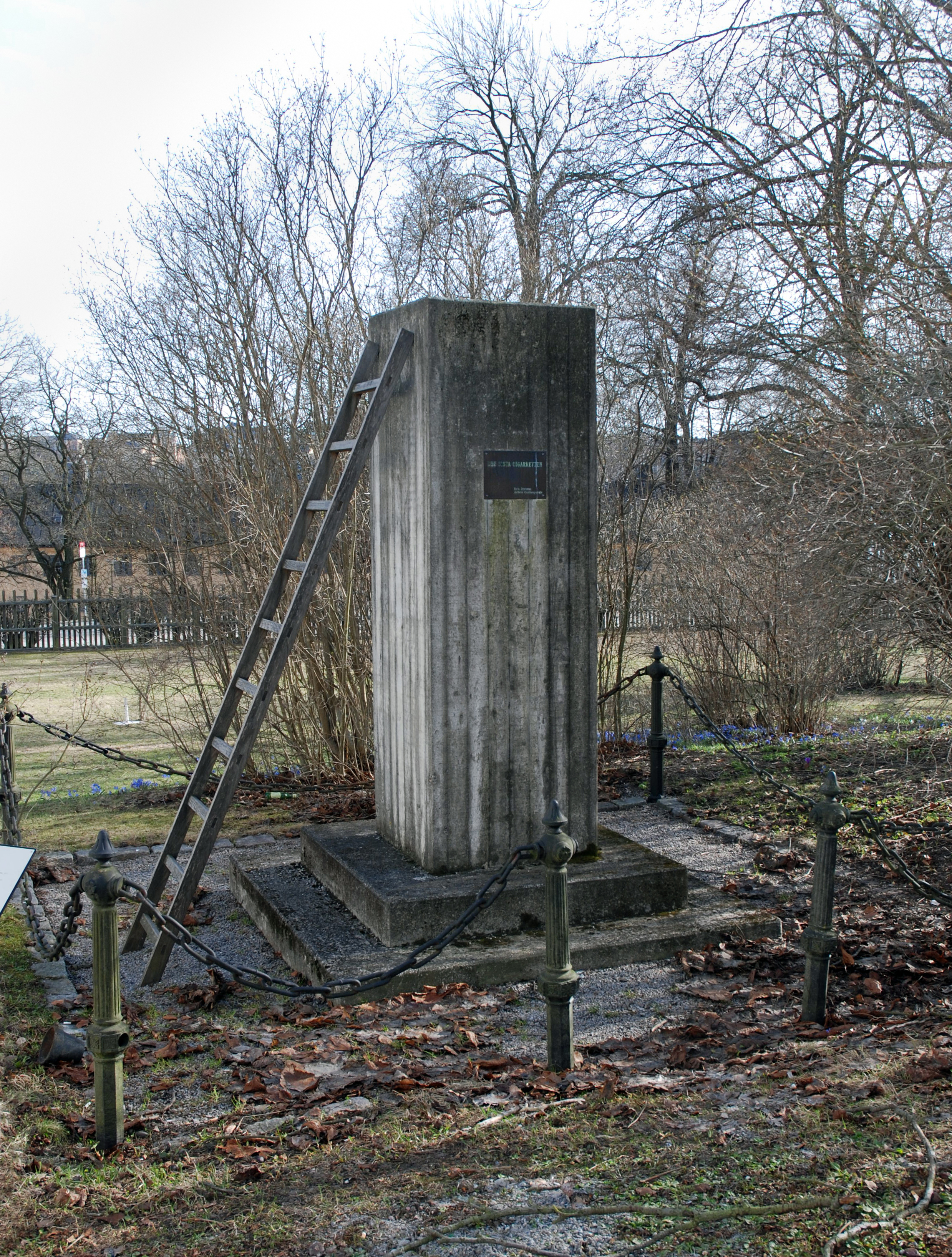
Erik Dietman, Last cigarette